# 山本亜依
山本 亜依（やまもと あい、1995年〈平成7年〉8月31日 - ）は、日本の女優であり、女性アイドルグループ・AKB48の元メンバーである。三重県出身。元ブルーベアハウス所属。

## 略歴
2014年、『AKB48 Team 8 全国一斉オーディション』に三重県代表として合格。
2016年5月7日、AKB48としての活動を終了。
2016年9月8日、自身のSNSにて、ブルーベアハウスへの所属を発表した。
2023年9月5日、自身のSNSにて、ブルーベアハウスを退所した事を発表した。

## 人物
趣味はカラオケ、映画鑑賞　特技　エレキギター、ダンス。
幼少の頃にアイドルに興味を持ち、歌やダンスを踊っていた。
小3の時に担任の先生の呼びかけで、クラスの有志でバンド組み、ギターボーカルを担当し、地域のお祭りや、イベント、ライブハウスなどに出演していた。
高校時代は軽音部に入りたかったが軽音部がなかったためダンス部に入部。
高校卒業間際に友達より、AKB48チーム8オーディションの話を聞き応募し三重県代表として合格。
アイドル活動中に先輩の出演する舞台や映画を観て、芝居をしたい気持ちが芽生え卒業を決意し2016年AKB48を卒業。

## 出演

### テレビドラマ
- 謎解きLIVE CATSと聖夜の殺人者 EPSODE2.4（2016年12月24日、NHK BSプレミアム） - 鵜野森早紀 役
- トモダチゲーム（2017年4月4日 - 25日、北海道テレビ / 4月6日 - 27日、テレビ神奈川 / 他 独立局） - 清武真里 役
- 謎解きLIVE CATSと蘇ったモリアーティ EPSODE2.5（2017年7月8日、NHK BSプレミアム） - 鵜野森早紀 役
- トドメの接吻（2018年1月7日 - 3月11日、日本テレビ） - 小柳奈々子 役[7][8]
- 2018年 EX ドラマスペシャル『探偵物語』 大津智子役
- 2018年 MBS『この恋はツミなのか!?』1話 ゲスト出演
- 臨床犯罪学者 火村英生の推理2019（2019年、日本テレビ） - 堂本茉奈 役
  - 「ABCキラー」編（2019年9月29日）
  - 「狩人の悪夢」編（2019年9月29日 - 10月6日）
- ヒヤマケンタロウの妊娠（2023年1月6日 - 2月24日、テレビ東京） - 古賀奈々 役[9]

### その他のテレビ番組
- 2017年 CX『痛快TV スカッとジャパン』渡辺美香役
- 2018年 TVA『土曜なもんで!』
- 2018年 MTV 『とってもワクドキ!』※4月 - レポーターとして出演
- 2020年 CX『痛快TV スカッとジャパン』斉藤翔子役
- 2022年 EX『全力坂』
- 2022年 CBC 『チャント!』内　『よしお兄さんのみえ推し！[10]』

### 映画
- きみの鳥はうたえる（2018年8月25日、函館シネマアイリス先行公開 / 9月1日、全国公開、コピアポア・フィルム） - みずき 役[11][12]
- 2019年 『PRINCE OF LEGEND』
- 2019年 『ディリリとパリの時間旅行』イレーヌ・キュリー役
- ドンテンタウン（2020年7月17日、SPOTTED PRODUCTIONS） - みどり 役[13]
- 2020年 『ヲタクに恋は難しい』
- 2020年 『アルム』
- 2020年 『砂城楼子のつまらないお仕事』
- 藍に響け（2021年5月21日、アンプラグド） - 北條幾子 役[14]
- 消せない記憶（2023年3月31日、CiNEAST） - 翠 役[15][16]

### 配信ドラマ
- 2016年 amazonプライム・ビデオ『東京女子図鑑』（Amazon Prime Video） 純役
- 仮面ライダーアマゾンズ Season2 第10話（2017年6月9日、Amazon Prime Video） - 望月理子 役
- 2019年 WEBドラマ『告ったり、フラれたり』宮本このは役
- ヒヤマケンタロウの妊娠（2022年4月21日配信開始、Netflix） - 古賀奈々 役[17]
- Ella project ドラマシリーズ『東京彼女』3月号「東京の嘘つき姉妹」（2024年3月4日配信開始、YouTube「10分ドラマ 東京彼女」） - 主演・梶園亜紀 役（樫本琳花とW主演）[18]

### ネット配信
- 2016年11/14 - 11/18出演 AbemaTV『美女ランチ』
- 2017年 EX『丸の内小町 ＃35』
- 2017年 生テレ『あいたいむ』
- 2017年 AbemaTV『メシテロ』
- 2018年 GRL ※モデル掲載
- 2018年 -  三重県観光連盟「山本亜依のみえたび!」[19]
- 2022年 YouTube短編映画「そこで待ってて...」主演・高田美咲役[20]

### ミュージック・ビデオ
- 2020年 マカロニえんぴつ『hope』[21]
- 2021年 SETA『夏の恥まり』[22]
- 2021年 Cody・Lee(李)『LOVE SONG』[23]
- 2024年 ナツノコエ 『諦めの悪いベイビー』[24]
- 2024年 amanojac『花束』[25]

### 舞台
- アリスインプロジェクト「真説・まなつの銀河に雪のふるほし」（2017年1月11日 - 15日、六行会ホール） - 主演・木在奏 役[26]
- 13月の女の子（2017年1月25日 - 2月5日、新宿村LIVE） - 唐木田巫女 役[27]
- イマジカル・マテリアル（2017年3月15日 - 20日、新宿村LIVE） - 主演・リリ / 百合岡ミサキ 役[28][29]
- PURESMILE presents「おおばかもの 〜憧れのサンパチマイク〜」（2018年12月12日 - 16日、草月ホール） - 原京香 役[30]

### CM
- 2020年 「スペースマーケット」クリパ編
- 三菱電機 「しあわせをシェアしよう。登場篇」（2022年10月6日 - ）[31]

### 書籍
- 2017年 The New Era Book Autumu＆Winter2017
- 2017年 girls! vol51
- 2017年 smart 1月号「美女酒」コーナー
- 2018年 「週刊ザテレビジョン」 ※注目のNEXTブレイク女優コーナー
- 2018年 「週刊TVガイド」 ※今週のいちばん星コーナー
- 2018年 「月刊Audition」 ※STARS NOWコーナー
- 2018年 「フォトテクニックデジタル9月号」（玄光社） ※6Pグラビア
- 2018年 「NEXTGIRL 図鑑2019」（玄光社）
- 2020年 「まっぷる 伊勢志摩'21」
- 2021年 「Odd magazine Vol.1 "The Journey Begins"」
- 2021年 「まっぷる 伊勢志摩'22」
- 2022年 「まっぷる 伊勢志摩'23」

## AKB48での参加楽曲

### シングル選抜楽曲
- 『心のプラカード』に収録
  - 47の素敵な街へ - 「Team 8」名義
- 『希望的リフレイン』に収録
  - 制服の羽根 - 「Team 8」名義
- 『Green Flash』に収録
  - 挨拶から始めよう - 「Team 8」名義
- 『唇にBe My Baby』に収録
  - あまのじゃくバッタ - 「Team 8」名義
- 『翼はいらない』に収録
  - 夢へのルート - 「Team 8」名義

### アルバム選抜楽曲
『ここがロドスだ、ここで跳べ!』に収録
- へなちょこサポート - 「Team 8」名義

『0と1の間』に収録
- 一生の間に何人と出逢えるのだろう - 「Team 8」名義

### 劇場公演ユニット曲
チーム8「PARTYが始まるよ」公演
- キスはだめよ

チーム8「会いたかった」公演
- 恋のPLAN
- リオの革命